# Megamelodes lequesnei
Megamelodes lequesnei är en insektsart som beskrevs av Wagner 1963. Megamelodes lequesnei ingår i släktet Megamelodes och familjen sporrstritar. Inga underarter finns listade i Catalogue of Life.